# روفوس ديفيس
روفوس ديفيس (بالإنجليزية: Rufus Davis)‏ هو سياسي أمريكي، ولد في 6 مارس 1964 في كاميلا في الولايات المتحدة. حزبياً، نشط في الحزب الديمقراطي.